# 羽衣の滝
羽衣の滝（はごろものたき）は、北海道上川郡東川町にある忠別川の支流アイシポップ沢と双見沢にかかる滝で、7段の滝の途中で2つの沢が合流している。1951年（昭和26年）2月6日北海道指定名勝として文化財に指定。1991年（平成3年）「日本の滝百選」に選定された。落差270メートル、標高1000メートル、段瀑。

## 概要
大雪山系の東側、忠別川の侵食によってできた渓谷である天人峡の一角に位置する。落差は270メートルで、北海道内では最大、全国でも立山の称名滝（350メートル）に次ぐ日本第二位の滝とされている（諸説あり）。
滝の地質は、上部は溶結凝灰岩、中部は軽石質凝灰岩、下部は第三紀火山岩となっており、地質の相異による浸蝕度の変化が、絶壁を7段に屈折しながら落下する複雑な水の流れとなり、それが独特な趣となっている。
1900年ごろに発見され、当初は「夫婦滝」と呼ばれていたが、1918年（大正7年）に大町桂月が「千丈の懸崖雲上に連なり、懸崖欠くる処飛泉を掛く、相看てただ誦す謫仙の句、疑ふらくは是れ銀河の九天より落つるか」と激賞し、「羽衣の滝」と命名したといわれている。

## 観光
大雪山への登山口のひとつでもある天人峡温泉に近く、温泉街からの滝への遊歩道が整備されている。
また、天人峡には忠別川上流に敷島の滝があり、落差は20mほどだが、本流に掛かる滝であるため水量が多く、「東洋のナイアガラ」「北海道のナイアガラ」とも呼ばれている。
2013年（平成25年）5月、冬期の遊歩道閉鎖期間中に、高さ260m、幅80mの大規模な土砂崩れで観光場所の展望台や遊歩道が埋まっているのが見つかった。以来、遊歩道は通行止めとなっており、関係機関の所管が複雑なことや、9億円ともされる落石対策費用の問題もあって復旧作業は長期に及んでいたが、2018年（平成30年）6月11日に約5年ぶりに開通した。
天人峡温泉から高低差約230mの登山道を約1.5km（約1時間～1時間半）登った場所にある「滝見台」からは羽衣の滝の全景と敷島の滝を望むことができる。

## ギャラリー

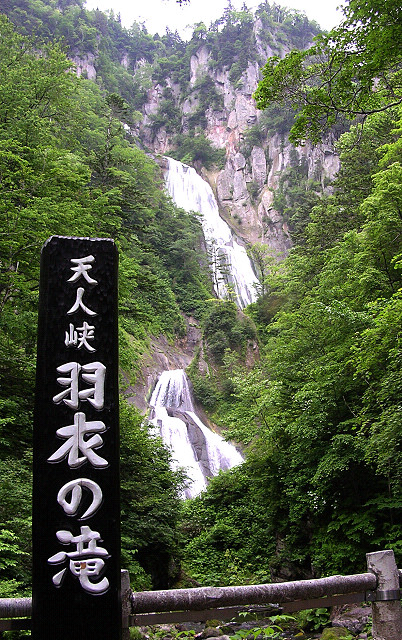
羽衣の滝（2005年7月）
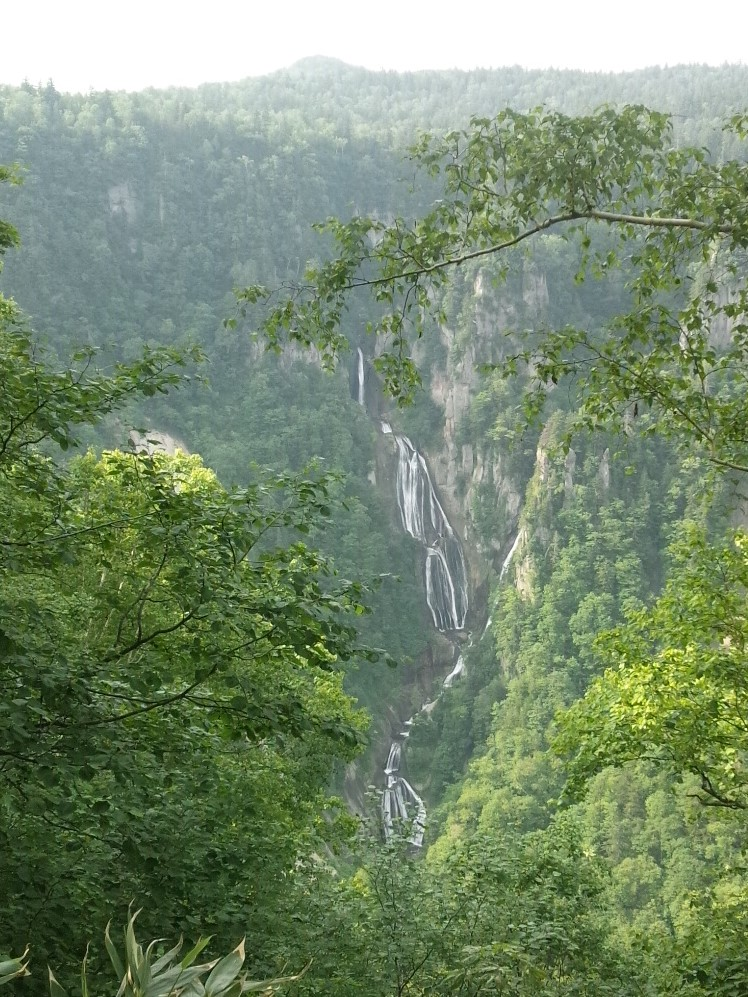
滝見台からの羽衣の滝（2015年7月）